# Habib Essid
Habib Essid (em árabe: الحبيب الصيد; Susa, 1 de junho de 1949) é um político tunisiano.
Ele é primeiro-ministro da Tunísia desde janeiro de 2015, nomeado logo após a aprovação da nova Constituição e, portanto, considerado o primeiro chefe de governo da segunda República da Tunísia.
Após a Revolução Tunisiana, foi nomeado Ministro do Interior do governo do Primeiro-Ministro Beji Caid Essebsi em 28 de março de 2011. Também foi escolhido por Hamadi Jebali para ser seu Conselheiro de Segurança após as eleições de 23 de outubro de 2011.

## Chefe de Governo da Tunísia
Em 5 de janeiro de 2015, Essid foi nomeado Chefe do Governo pelo partido Nidaa Tounes e convidado a formar um novo governo.
Inicialmente, ele formou um governo composto por dois partidos políticos: Nidaa Tounes e a União Patriótica Livre. Após o anúncio, todos os partidos políticos excluídos rejeitaram a formação, deixando Essid com falta dos 109 assentos necessários para obter confiança.
Em 2 de fevereiro de 2015, o recém-nomeado Chefe de Governo anunciou um novo governo de coalizão inclusivo, cujos membros incluem representantes do partido islâmico Ennahda e dos partidos seculares Nidaa Tounes, a União Patriótica Livre e os liberais de Afek Tounes. Em 5 de fevereiro de 2015, o gabinete de Essid foi aprovado pelo parlamento. O gabinete foi empossado no dia seguinte.

Em 26 de junho de 2015, na sequência dos ataques de Sousse de 2015, Essid prometeu fechar 80 mesquitas durante a semana. A indústria do turismo, antes do ataque de março ao Museu Nacional do Bardo, era responsável por 7% do PIB da Tunísia e quase 400 000 empregos diretos e indiretos. O governo também planeja reprimir o financiamento de certas associações como uma contramedida contra outro ataque. Essid anunciou que:
O país está ameaçado; o governo está sob ameaça. Sem a cooperação de todos e uma demonstração de unidade, não podemos vencer esta guerra. Ganhamos algumas batalhas e perdemos outras, mas nosso objetivo é vencer a guerra ... Algumas mesquitas continuam a espalhar sua propaganda e seu veneno para promover o terrorismo. Nenhuma mesquita que não esteja em conformidade com a lei será tolerada. 
Essid perdeu um voto de confiança parlamentar em 30 de julho de 2016; houve 118 votos contra ele e três a favor.